# Tour of South China Sea
Il Tour of South China Sea (it. Giro del Mar Cinese Meridionale) era una corsa in linea maschile di ciclismo su strada che si svolgeva annualmente nelle regioni prospicienti al Mar Cinese Meridionale, a Hong Kong e a Macao. Creata nel 1999, dal 2005 al 2010 fece parte dell'UCI Asia Tour come prova a tappe (di classe 2.2 fino al 2008, mentre nell'ultima edizione di classe 1.2). Era organizzata dalla federazione ciclistica di Hong Kong.

## Albo d'oro
Aggiornato all'edizione 2010.
| Anno | Vincitore           | Secondo         | Terzo               |
| ---- | ------------------- | --------------- | ------------------- |
| 1999 | Wong Kam Po         | Glen Mitchell   | Brendan Vesty       |
| 2000 | Neil McDonald       | Ho Siu Lun      | Malcolm Lange       |
| 2001 | Wong Kam Po         | Neil McDonald   | Masahiko Mifune     |
| 2002 | Nicolas White       | Phil Thuaux     | Mark Roland         |
| 2003 | Oleg Griškin        | Wong Kam Po     | Peter Milostic      |
| 2004 | Aleksandr Chatuncev | Wong Ngai Ching | Wong Kam Po         |
| 2005 | Wu Kin San          | Wong Kam Po     | Xu Fang             |
| 2006 | Aleksandr Chatuncev | Tang Wang Yip   | Ma Haijun           |
| 2007 | Wang Yip Tang       | Tsui Kong       | Jacob Gramm Nielsen |
| 2008 | Xu Gang             | Micael Isidoro  | Michael Fitzgerald  |
| 2009 | annullato           |                 |                     |
| 2010 | Kazuhiro Mori       | Choi Ki Ho      | Sam Davis           |